# الرعب الماورائي في الأدب
الرعب الخارق في الأدب هو مقال كتبه الكاتب الأمريكي هوارد فيليبس لافكرافت، يتكون من 28,000 كلمة. يستعرض المقال تطور وإنجازات أدب الرعب في عشرينيات وثلاثينيات القرن العشرين. وقد تمت عملية البحث والكتابة بين نوفمبر 1925 ومايو 1927، ونُشر المقال لأول مرة في أغسطس 1927، ومن ثم تمت مراجعته وتوسيعه في الفترة بين 1933 و1934.

## المقال
يستعرض مقال لافكرافت بشكل شامل تطور أدب الرعب، حيث يبدأ بفحص أصول الأدب الغريب ‏ في الروايات القوطية المبكرة. استند جزئيًا إلى الدراسة التاريخية لـ إيديث بيركهيد ‏ " The Tale of Terror" التي صدرت عام 1921 كمرجع لقراءة الأدب القوطي المبكر، واستفاد أيضًا من خبرات العديد من الخبراء والمقتنين ضمن محيطه. كتب الجزء الأكبر من المقال في مدينة نيويورك، مما أتاح له الوصول بسهولة إلى مكتبات المدينة العامة الشهيرة، وأيضًا مجموعات أصدقائه، مما مكّنه من قراءة مجموعة واسعة والحصول على أعمال نادرة وغامضة. يتطرق المقال إلى تناول تطور الأدب الخارق والغريب في أعمال كبار الأدباء مثل أمبروز بيرس، ناثانيل هاوثورن، وإدغار آلان بو. يُصنف لافكرافت أربعة من "الأساتذة الحديثين" للرعب وهم: ألجيرنون بلاكوود، لورد دانسني، إم. جيمس، وآرثر ماكين. بالإضافة إلى هؤلاء، يسعى لافكرافت لجعل المقال دراسة شاملة، لذا يذكر عددًا من الأسماء الأخرى بصورة مختصرة.

## تاريخ النشر
صدر النص لأول مرة في أغسطس 1927 في المجلة ذات العدد الواحد "The Recluse"، وتم توزيع النسخ بشكل واسع. لاحقًا، نُشر بشكل جزئي ومعدّل على شكل سلسلة في مجلة "The Fantasy Fan" خلال الفترة من 1933 إلى 1935. وأصبح النص الكامل المعدّل متاحًا للجمهور بسهولة لأول مرة في كتاب "The Outsider and Others" الذي صدر عام 1939.

## الاستقبال النقدي
وصفت موسوعة هوارد فيليبس لافكرافت المقال بأنه "أهم مقال أدبي للكاتب وواحد من أبرز التحليلات التاريخية لأدب الرعب". بعد نشره لأول مرة، أثنى الناقد إدموند ويلسون، الذي لم يكن متحمسًا لأعمال لافكرافت الخيالية، على المقال واعتبره "عملاً بديعًا... حيث قرأ بشكل معمّق في هذا المجال وكان متمكنًا في دراسة الروائيين القوطيين، وكتب عنه بذكاء كبير". ووصف ديفيد جي. هارتويل "الرعب الخارق في الأدب" بأنه "المقال الأهم في أدب الرعب".

## روابط خارجية
- "Supernatural Horror in Literature" - نص إلكتروني في أرشيف هوارد فيليبس لافكرافت
- "A Map on Chalkboards" – خريطة صورية تتبع فصول المقال (تحتوي على النص الكامل)
- Supernatural_Horror_in_Literature كتاب صوتي متاح للعامة في ليبري فوكس